# Waalse Gewestraad (samenstelling 1988-1991)
Dit is de lijst van de leden van de Franse Gemeenschapsraad in de legislatuur 1988-1991. De Franse Gemeenschapsraad was de voorloper van het Parlement van de Franse Gemeenschap en werd nog niet rechtstreeks verkozen.
De legislatuur 1988-1991 telde 104 leden. Dit waren de 69 leden van de Franse taalgroep uit de Kamer van volksvertegenwoordigers verkozen bij de verkiezingen van 13 december 1987 en de 35 rechtstreeks gekozen leden van de Franse taalgroep uit de Belgische Senaat, eveneens verkozen op 13 december 1987. De Franstalige verkozenen van de kieskring Brussel hoorden daar niet bij, omdat deze kieskring niet tot het Waals Gewest behoort.
De legislatuur ging van start op 3 februari 1988 en eindigde op 17 oktober 1991.
De Waalse Gewestraad controleerde die legislatuur de werking van de Waalse Regering-Coëme (februari - mei 1988) en de Regering-Anselme (mei 1988 - januari 1992). Beide regeringen steunden op een meerderheid van PS en PSC. De oppositiepartijen waren dus PRL, Ecolo en FDF.

## Samenstelling
| Fractie | Fractie   | Zetels |
| ------- | --------- | ------ |
|         | PS        | 51     |
|         | PRL       | 25     |
|         | PSC       | 25     |
|         | Ecolo-FDF | 3      |

## Lijst van de parlementsleden
| Volksvertegenwoordiger      | Partij | Kieskring                                   | Opmerkingen |
| --------------------------- | ------ | ------------------------------------------- | --- |
| Bernard Anselme             | PS     | Namen-Dinant-Philippeville                  | |
| André Baudson               | PS     | Charleroi-Thuin                             | |
| Yvon Biefnot                | PS     | Bergen-Zinnik                               | |
| Colette Burgeon             | PS     | Bergen-Zinnik                               | |
| Willy Burgeon               | PS     | Charleroi-Thuin                             | Secretaris tot 10 mei 1988 en parlementsvoorzitter vanaf 10 mei 1988.                                                                                 |
| Philippe Busquin            | PS     | Charleroi-Thuin                             | |
| Guy Charlier                | PS     | Aarlen-Marche-Bastenaken-Neufchâteau-Virton | |
| Guy Coëme                   | PS     | Hoei-Borgworm                               | |
| Jacques Collart             | PS     | Charleroi-Thuin                             | |
| Jean-Marie Léonard          | PS     | Luik                                        | Vervangt vanaf 30 april 1990 André Cools, die besluit om zich voltijds bezig te houden met het burgemeesterschap van Flémalle.                        |
| Michel Daerden              | PS     | Luik                                        | |
| Roger Delizée               | PS     | Namen-Dinant-Philippeville                  | Ondervoorzitter tot 10 mei 1988. |
| Robert Denison              | PS     | Namen-Dinant-Philippeville                  | |
| Didier Donfut               | PS     | Bergen-Zinnik                               | Vervangt vanaf 18 oktober 1989 Elio Di Rupo, die lid wordt van het Europees Parlement.                                                                |
| François Dufour             | PS     | Doornik-Aat-Moeskroen                       | Ondervoorzitter van 10 mei tot 19 oktober 1988. |
| Claude Eerdekens            | PS     | Namen-Dinant-Philippeville                  | |
| Valmy Féaux                 | PS     | Nijvel                                      | Parlementsvoorzitter tot 10 mei 1988. |
| Gil Gilles                  | PS     | Namen-Dinant-Philippeville                  | |
| Jean-Marie Happart          | PS     | Verviers                                    | Voorzitter van de commissie Leefmilieu, Landbouw en Energie.                                                                                          |
| Marc Harmegnies             | PS     | Charleroi-Thuin                             | |
| Yvon Harmegnies             | PS     | Bergen-Zinnik                               | |
| Jean-Pol Henry              | PS     | Charleroi-Thuin                             | Secretaris en vanaf 10 mei 1988 voorzitter van de commissie Begroting, Financiën en Transport.                                                        |
| Charles Janssens            | PS     | Luik                                        | |
| Jacques Leroy               | PS     | Doornik-Aat-Moeskroen                       | |
| Jean Mottard                | PS     | Luik                                        | |
| Laurette Onkelinx           | PS     | Luik                                        | |
| Jean-Pierre Perdieu         | PS     | Doornik-Aat-Moeskroen                       | |
| Jacques Santkin             | PS     | Aarlen-Marche-Bastenaken-Neufchâteau-Virton | Secretaris vanaf 19 oktober 1988. |
| Pierre Tasset               | PS     | Luik                                        | |
| Robert Urbain               | PS     | Bergen-Zinnik                               | |
| Jean-Paul Vancrombruggen    | PS     | Bergen-Zinnik                               | |
| Alain Van der Biest         | PS     | Luik                                        | |
| Léon Walry                  | PS     | Nijvel                                      | |
| Yvan Ylieff                 | PS     | Verviers                                    | Voorzitter van de PS-fractie tot 10 mei 1988. |
| André Bertouille            | PRL    | Doornik-Aat-Moeskroen                       | |
| Charles Cornet d'Elzius     | PRL    | Namen-Dinant-Philippeville                  | |
| André Damseaux              | PRL    | Verviers                                    | Voorzitter van de commissie Openbare Werken vanaf 30 mei 1990.                                                                                        |
| Michel Foret                | PRL    | Luik                                        | Vervangt vanaf 18 oktober 1989 Jean Defraigne, die lid wordt van het Europees Parlement.                                                              |
| Denis D'hondt               | PRL    | Doornik-Aat-Moeskroen                       | Voorzitter van de PRL-fractie tot 10 mei 1988. |
| André Dubois                | PRL    | Bergen-Zinnik                               | |
| Daniel Ducarme              | PRL    | Charleroi-Thuin                             | Voorzitter van de PRL-fractie van 10 mei 1988 tot 3 mei 1990.                                                                                         |
| Jean Gol                    | PRL    | Luik                                        | |
| Etienne Bertrand            | PRL    | Charleroi-Thuin                             | Vervangt vanaf 17 oktober 1990 Paul Henrotin, die uit de politiek stapt.                                                                              |
| Pierre Hazette              | PRL    | Hoei-Borgworm                               | |
| Etienne Knoops              | PRL    | Charleroi-Thuin                             | |
| Serge Kubla                 | PRL    | Nijvel                                      | |
| Louis Michel                | PRL    | Nijvel                                      | |
| Marcel Neven                | PRL    | Luik                                        | |
| Louis Olivier               | PRL    | Aarlen-Marche-Bastenaken-Neufchâteau-Virton | |
| Charles Poswick             | PRL    | Namen-Dinant-Philippeville                  | |
| André Antoine               | PSC    | Nijvel                                      | Vervangt vanaf 3 februari 1988 Gérard Deprez, die verkiest om in het Europees Parlement te blijven zetelen.                                           |
| Pierre Beaufays             | PSC    | Namen-Dinant-Philippeville                  | |
| Philippe Charlier           | PSC    | Charleroi-Thuin                             | Voorzitter van de commissie Landelijke Vernieuwing, Natuurbehoud, Industriële Zones en Werk vanaf 10 mei 1988.                                        |
| Anne-Marie Corbisier-Hagon  | PSC    | Charleroi-Thuin                             | Voorzitter van de PSC-fractie vanaf 18 april 1989. |
| Jean-Pierre Detremmerie     | PSC    | Doornik-Aat-Moeskroen                       | Voorzitter van de commissie Economie, KMO's en Ambtenarenzaken vanaf 7 juli 1989.                                                                     |
| Albert Gehlen               | PSC    | Verviers                                    | |
| Ghislain Hiance             | PSC    | Luik                                        | Vervangt vanaf 19 oktober 1988 Paul-Henry Gendebien, die vertegenwoordiger van de Franstalige gemeenschap wordt en dus de nationale politiek verlaat. |
| Jean-Pierre Grafé           | PSC    | Luik                                        | |
| René Jérôme                 | PSC    | Bergen-Zinnik                               | |
| Philippe Laurent            | PSC    | Charleroi-Thuin                             | Voorzitter van de commissie Economie, KMO's en Ambtenarenzaken tot 7 juli 1989 en vanaf 7 juli 1989 secretaris.                                       |
| Michel Lebrun               | PSC    | Namen-Dinant-Philippeville                  | Voorzitter van de commissie Landelijke Vernieuwing, Natuurbehoud, Industriële Zones en Werk tot 10 mei 1988.                                          |
| Alfred Léonard              | PSC    | Hoei-Borgworm                               | Ondervoorzitter vanaf 10 mei 1988. |
| Albert Liénard              | PSC    | Bergen-Zinnik                               | |
| Philippe Maystadt           | PSC    | Charleroi-Thuin                             | |
| Joseph Michel               | PSC    | Aarlen-Marche-Bastenaken-Neufchâteau-Virton | |
| Charles-Ferdinand Nothomb   | PSC    | Aarlen-Marche-Bastenaken-Neufchâteau-Virton | |
| Melchior Wathelet           | PSC    | Verviers                                    | Ondervoorzitter tot 10 mei 1988. |
| José Daras                  | Ecolo  | Luik                                        | |
| André Lagasse               | FDF    | Nijvel                                      | |
| Jacky Marchal               | PS     | Nijvel                                      | |
| Charles Aubecq              | PRL    | Nijvel                                      | Secretaris en voorzitter van de commissie Lokale Overheden, Gesubsidieerde Werken en Water.                                                           |
| Lucien Glibert              | PRL    | Nijvel                                      | |
| Edgard Hismans              | PS     | Bergen-Zinnik                               | |
| Willy Taminiaux             | PS     | Bergen-Zinnik                               | |
| Jean Gevenois               | PS     | Bergen-Zinnik                               | |
| Pierre Mainil               | PSC    | Bergen-Zinnik                               | |
| Pol-Gustave Boël            | PRL    | Bergen-Zinnik                               | |
| Denise Nélis                | Ecolo  | Charleroi-Thuin                             | Voorzitter van de Ecolo-FDF-fractie vanaf 16 maart 1988.                                                                                              |
| Théophile Toussaint         | PS     | Charleroi-Thuin                             | |
| René Borremans              | PS     | Charleroi-Thuin                             | Voorzitter van de commissie Ruimtelijke Ordening, Onderzoek, Nieuwe Technologieën en Internationale Betrekkingen.                                     |
| Nestor-Hubert Pécriaux      | PS     | Charleroi-Thuin                             | |
| Fernand Antoine             | PSC    | Charleroi-Thuin                             | Secretaris tot 7 juli 1989. |
| Jacqueline Mayence-Goossens | PRL    | Charleroi-Thuin                             | |
| Guy Spitaels                | PS     | Doornik-Aat-Moeskroen                       | |
| Pierre Lenfant              | PSC    | Doornik-Aat-Moeskroen                       | |
| Arnaud Decléty              | PRL    | Doornik-Aat-Moeskroen                       | Voorzitter van de commissie Openbare Werken van 28 februari 1989 tot 17 april 1990 en voorzitter van de PRL-fractie vanaf 17 april 1990.              |
| Jean-Maurice Dehousse       | PS     | Luik                                        | |
| Freddy Donnay               | PS     | Luik                                        | |
| Gaston Paque                | PS     | Luik                                        | |
| Gustave Hofman              | PS     | Luik                                        | Secretaris van 10 mei tot 19 oktober 1988 en ondervoorzitter vanaf 19 oktober 1988.                                                                   |
| Pierrette Cahay-André       | PSC    | Luik                                        | Vervangt vanaf 18 april 1989 Michel Hansenne, die directeur-generaal van de Internationale Arbeidsorganisatie wordt.                                  |
| Philippe Monfils            | PRL    | Luik                                        | |
| Janine Delruelle            | PRL    | Luik                                        | |
| Robert Collignon            | PS     | Hoei-Borgworm                               | Voorzitter van de commissie Begroting, Financiën en Huisvesting tot 10 mei 1988 en voorzitter van de PS-fractie vanaf 10 mei 1988.                    |
| Yves de Seny                | PSC    | Hoei-Borgworm                               | |
| André Grosjean              | PS     | Verviers                                    | |
| Pierre Wintgens             | PSC    | Verviers                                    | Voorzitter van de PSC-fractie tot 18 april 1989. |
| Joseph Houssa               | PRL    | Verviers                                    | |
| Elie Deworme                | PS     | Aarlen-Marche-Bastenaken-Neufchâteau-Virton | |
| Guy Lutgen                  | PSC    | Aarlen-Marche-Bastenaken-Neufchâteau-Virton | |
| Jean-Baptiste Poulain       | PS     | Namen-Dinant-Philippeville                  | |
| Robert Belot                | PS     | Namen-Dinant-Philippeville                  | |
| Amand Dalem                 | PSC    | Namen-Dinant-Philippeville                  | |
| Jean Barzin                 | PRL    | Namen-Dinant-Philippeville                  | |